# Clonostylis forbesii
Clonostylis forbesii là một loài thực vật có hoa trong họ Đại kích. Loài này được S.Moore mô tả khoa học đầu tiên năm 1925. C. forbesii là cây hoa được tìm thấy ở Sumatra. Nó có lá nhãn nhỏ với hình elip, được sắp xếp xoắn ốc.

## Phân loại
Trước đây người ta cho rằng Clonostylis S.Moore là một từ đồng nghĩa với Spathiostemon Blume, nhưng bây giờ Clonostylis tạm thời được coi là một chi monotypic.
Vì chỉ có một mẫu vật được tìm thấy, theo Nationaal Herbarium Nederland, và nó không có hoa, quả hoặc nhị, nên vẫn chưa thể phân loại rõ ràng hơn. (Loài này là đơn tính và mẫu vật được đề cập chỉ có nhụy hoa.)